# Lousame
Lousame là một đô thị của Tây Ban Nha ở tỉnh A Coruña trong cộng đồng tự trị của Galicia.
42°47′B 8°52′T / 42,783°B 8,867°T